# Cerco de Coimbra
O Cerco de Coimbra deu-se em 1117, quando um exército comandado pelo chefe dos Almorávidas Ali Ibn Iusuf cercou a cidade, então defendida pela condessa D. Teresa, mulher do falecido conde D. Henrique e mãe de D. Afonso Henriques. Após terem devastado os arrabaldes, os muçulmanos viram-se obrigados a retirarem-se para Sevilha, não tendo conseguido capturar a cidade ao cabo de vinte dias de ataques.

## Contexto
Em 1111, os Almorávidas invadiram Portugal, capturaram Santarém e avançaram até Coimbra.
Os almorávidas haviam previsto atacar Coimbra antes da morte do conde D. Henrique, mas só o fizeram em 1116. Neste ano, as forças almorávidas lideradas por Abdul-Malik tomaram duas fortalezas que protegiam a cidade, Miranda da Beira e Santa Eulália, passaram à espada a guarnição do primeiro e escravizaram a do segundo, incluindo o seu governador, Diogo. Os defensores de Soure abandonaram o seu castelo e refugiaram-se em Coimbra. Este ataque destruiu efectivamente as defesas exteriores de Coimbra.
Em 1117, os almorávidas, liderados por Ali ibn Yusuf invadiram novamente Portugal, desembarcando em Montemor-o-Velho. O chefe almorávida trouxera forças africanas reforçadas por andaluzes, tantos quanto os "grãos de areia do mar", segundo uma crónica.

## Cerco
Os almorávidas atacaram os arredores, matando e escravizando. Os portugueses não conseguiram repelir os almorávidas e muitos recuaram para dentro do castelo, onde se encontrava a condessa D. Teresa. A cidade foi cercada por 20 dias e os arrabaldes postos a saque. Os almorávidas submeteram Coimbra a assaltos diários, mas acabaram por não conseguir tomá-la e a cidade intra-muros permaneceu intacta.
Ali então retirou-se da cidade para Sevilha. Manter Coimbra ter-se-ia revelado difícil para os almorávidas defenderem em uma terra hostil.
O cerco de Coimbra marcou o auge do poder almorávida na Península Ibérica. Após a bem-sucedida defesa de Coimbra, a condessa Teresa passou a assinar como "rainha".